# Parapauropus mexicanus
Parapauropus mexicanus är en mångfotingart som först beskrevs av Hilton 1930.  Parapauropus mexicanus ingår i släktet Parapauropus och familjen fåfotingar. Inga underarter finns listade i Catalogue of Life.